# Szentmáriai-víztározó
A Szentmáriai-víztározó[forrás?] vagy Liptómáriai-víztározó (szlovákul: Liptovská Mara) Szlovákia legnagyobb víztározója. 1965 és 1975 között épült a Liptói-medence közepén, a Vág folyón, Liptószentmiklós és Nagyolaszi között. Gyakran nevezik Szlovák- vagy Liptói-tengernek. Kiterjedése 22 négyzetkilométer, legnagyobb mélysége 45 méter. Nevét az egykori Liptószentmária község  után kapta, amelyet több más településsel együtt (Alsórásztok és Felsőrásztok, Csemic, Dechtár, Nagypalugya, Párisháza és Szokolcs) elárasztottak az építésekor. A Vág mentén futó Kassa–Oderbergi Vasút egy szakasza szintén a tómederbe került, akárcsak a mellette húzódó országút is, ezek helyett a tározótól délre építettek új közlekedési vonalakat. A vasúton a tározó partján Dechtár állomást létesítették a turistaforgalom kiszolgálására.
A Szentmáriai-víztározón számos lehetőség nyílik a horgászatra, és itt hajókirándulásokat is szerveznek egy 50 férőhely kapacitású hajón. A víztározó megszámlálhatatlan lehetőséget kínál a vízi sportok kedvelőinek, mint pl.: jachting, a szörfözés, a windszörfözés, a csónakázás, a vízi szkúter és a vízibiciklizés. Itt található az Aquapark Tatralandia.
A tározóhoz kapcsolódó vízerőmű 4 turbinája összesen 198 MW-os.

## Külső hivatkozások
- A Szentmáriai-víztározó hivatalos honlapja Archiválva 2013. november 10-i dátummal a Wayback Machine-ben